# アマドゥ (キノコ)

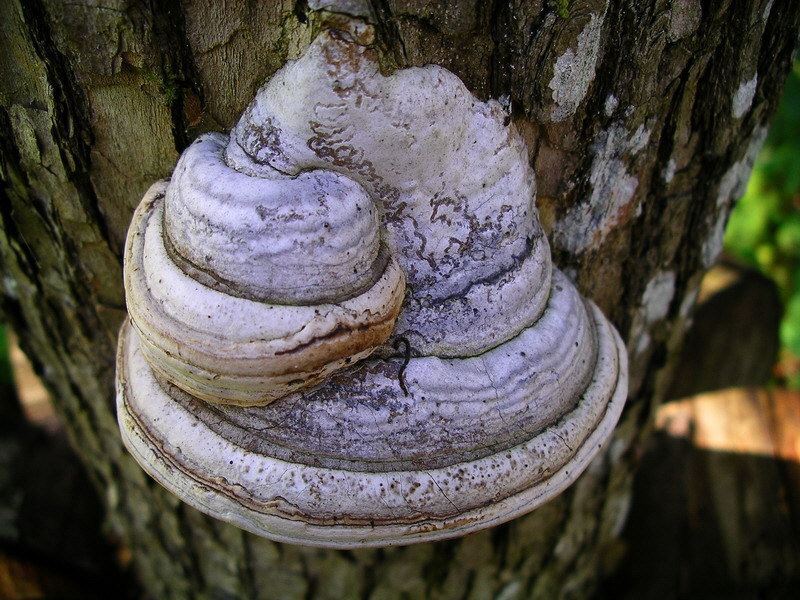
ツリガネダケ

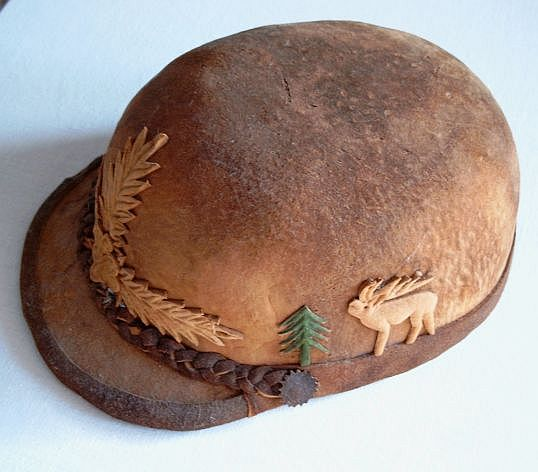
アマドゥから作られたルーマニア帽

アマドゥ（英語：Amadou）は、多孔菌から作られる可燃性のスポンジ状の素材である。
一般的に、ツリガネダケ（別名：ホクチタケ）が使われる。キノコの外皮の下から、孔口部にかけての層がアマドゥとして使用できる

## 利用
燃えやすく加工することで、古来から火をつける際の火口（ほくち）や、焚き付けとして使われる。また、フェルトのように衣類素材、水をぬぐうスポンジとして利用される。
火口
火口として利用するには、平坦に加工後、硝酸カリウムに浸し煮沸する必要がある。別のやり方としては、細かくスライスしたアマドゥを一週間炭酸ナトリウムに浸しながら、ときどき軽く叩く。平坦に均して乾燥させると、火口として利用できるようになる。
アマドゥを古代から利用していた証拠として、アルプス山脈山中で発見された紀元前33世紀の氷結ミイラであるアイスマンが黄鉄鉱の火打石と共に火口として所持していたことが上げられる。
スポンジ
アマドゥは優れた吸湿性を持ち、フライ・フィッシングの疑似餌の水をふき取るのに使われる。
衣類
フェルト状の繊維質を持つため、帽子などのアイテムを作るのに利用される。
医療
傷口に貼り燃やすことで焼灼止血法を行っていた。20世紀初頭まで、ヨーロッパでは薬局でガーゼ・脱脂綿の代わりとしても販売されていた。